# Sihelné
Sihelné (ungarisch Szihelne) ist eine Gemeinde im äußersten Norden der Slowakei mit 2166 Einwohnern (Stand 31. Dezember 2024) und gehört zum Okres Námestovo innerhalb des Žilinský kraj.

## Geographie
Die Gemeinde befindet sich in den Beskiden im Ostteil der Furche Podbeskydská brázda am Bach Sihelniansky potok unter dem Berg Babia hora (1723 m n.m.) in der traditionellen Landschaft Orava. Nördlich des Ortes verläuft die polnische Grenze. Das Ortszentrum liegt auf einer Höhe von 710 m n.m. und ist 15 Kilometer von Námestovo gelegen.

## Geschichte
Sihelné wurde im Jahre 1629 durch Brüder Nováčik aus dem Nachbarort Rabča gegründet, nachdem sie die Gründungsurkunde an der Arwaburg erhielten. Die örtliche Pfarrei entstand 1706. 1828 sind 178 Häuser und 965 Einwohner verzeichnet, die mit Forst-, Land- und Viehwirtschaft sowie Leinenweberei beschäftigt waren.

## Bevölkerung
| Jahr                | 1994 | 2004     | 2014    | 2024    |
| ------------------- | ---- | -------- | ------- | ------- |
| Anzahl der Personen | 1821 | 2017     | 2109    | 2166    |
| Unterschied         |      | +10,76 % | +4,56 % | +2,70 % |

| Jahr                | 2023 | 2024    |
| ------------------- | ---- | ------- |
| Anzahl der Personen | 2186 | 2166    |
| Unterschied         |      | −0,91 % |

Ergebnisse nach der Volkszählung 2001 (1812 Einwohner):
| Nach Ethnie: - 99,64 % Slowaken - 0,10 % Tschechen | Nach Religion: - 99,24 % römisch-katholisch - 0,56 % keine Angabe - 0,15 % evangelisch |

Weite Teile der Bevölkerung sprechen einen goralischen Dialekt.

## Sehenswürdigkeiten
- Kirche der Kreuzerhöhung von 1994
- Glockenturm
- Dreifaltigkeitssäule von 1840